# Ден Шнајдер
Данијел Џејмс Шнајдер (енгл. Daniel James Schneider; Мемфис, 14. јануар 1966) амерички је телевизијски продуцент, сценариста и глумац. Након што је 1980-их и 1990-их глумио споредне улоге у бројним ТВ серијама, Снајдер се посветио раду иза камере. Директор је телевизијске продукцијске куће Schneider's Bakery, а аутор је серије Шта волим код тебе за The WB и Све то, Амандин шоу, Дрејк и Џош, Зои 101, Ај Карли, Викторијус, Сем и Кет, Хенри Опасност, Развали игру и Авантуре Кида Опасност за Nickelodeon. У марту 2018. Nickelodeon је објавио да су се разишао са Шнајдером.
Године 2021. у интервјуу за The New York Times, Шнајдер је објавио да је некој другој мрежи продао нови пилот.